# Dianne Lake
Dianne Lake (* 28. Februar 1953), genannt „Snake“, ist ein ehemaliges Mitglied der Manson Family.

## Leben

### Kindheit
Lakes Eltern gehörten zu einer frühen Hippie-Kommune, die auf der Wavy Gravy Hog Farm in Tujunga, Kalifornien ein Leben zu führen versuchte, das nicht dem herkömmlichen „American Way of Life“ entsprach.
In dieses Lebensmodell wurden auch die Kinder der Kommune früh mit einbezogen, diese sollten in ihrer freien Wesensbildung gefördert werden und wurden daher antiautoritär erzogen. Lake begann bereits im Alter von zwölf Jahren, halluzinogene Drogen zu nehmen und bei den Gruppensexpartys der Kommune anwesend zu sein.

### Jugend
Etwa im Alter von 13 Jahren besuchte sie mit ihren Eltern ein Haus in Topanga Canyon, in dem damals eine satanistische Gruppierung für einen längeren Zeitraum residierte. Zu diesem Zeitpunkt hielt sich auch Charles Manson mit einigen seiner Mädchen in dem Haus auf, und Lake freundete sich mit diesen an. Sie bekundete schon bald ihren Eltern, dass sie gerne bei der Family leben würde, und diese waren damit einverstanden. Sie übergaben dem 33-jährigen Manson ihre schriftlich formulierte elterliche Einwilligung, dass ihre Tochter fortan mit ihm und seinen Mädchen leben durfte. Lake war somit, außer den Kleinkindern, das jüngste Mitglied der Family.
Lake war das bevorzugte Prügelopfer Mansons, dieser schlug sie fast täglich, auch mit Stöcken und Elektrokabeln. Manson begründete diese Maßnahmen mit „karmischen Verfehlungen“ ihrerseits und unbewältigtem Vaterkonflikt, der nur durch Ausprügelung bewältigt werden könne. Bei den anderen Family-Mitgliedern, insbesondere den männlichen, war Lake sehr beliebt. Mit Paul Watkins und Charles Watson war sie eng befreundet. In ihrer Zeugenaussage beim Mordprozess sagte sie aus, dass sie in Watson verliebt gewesen sei und dass sie jeden Befehl eines männlichen Sekten-Mitgliedes der Family sofort ausgeführt hätte.
Unmittelbar nach den Morden an Sharon Tate und dem Ehepaar LaBianca flüchtete Lake mit dem Haupttäter Watson zu einer abgelegenen Farm und entging so der Massenverhaftung vom 16. August 1969 anlässlich einer Razzia auf der Spahn Movie Ranch. Laut ihrer Gerichtsaussage hatte ihr Watson auf dieser Farm seine Beteiligung an den Morden gestanden und erklärt, dass ihm das Töten Spaß bereitet hätte.

### Ihr Leben nach der Manson Family
Bei einer Großrazzia der Polizei von Inyo County am 12. und 13. Oktober 1969 auf der Barker Ranch im Death Valley wurde auch Lake verhaftet. Dem Polizisten Jack Gardiner und seiner Frau gelang es, das Vertrauen von Lake zu gewinnen und sie zu einer umfassenden Aussage im Mordprozess gegen Watson, Patricia Krenwinkel, Susan Atkins und Leslie Van Houten zu bewegen. Das Ehepaar Gardiner nahm als Pflegeeltern Lake bei sich auf, später wurde sie von ihnen auch adoptiert.
Im Alter von 16 Jahren begann Lake zunehmend unter LSD-Flashbacks zu leiden und wurde ins Patton State Hospital eingewiesen. Dort wurde eine schizophrene Erkrankung diagnostiziert und therapiert. Mit Hilfe eines Therapeuten und der Unterstützung ihrer neuen Eltern absolvierte sie die Highschool und das College und absolvierte erfolgreich eine Banklehre in Los Angeles.
Lake ist verheiratet, hat mehrere Kinder und besitzt ein Haus an der Pazifikküste.

## Werk
- Dianne Lake, Deborah Herman:  Member of the Family. Manson, Murder and Me. HarperCollins, London 2018, ISBN 978-0-00-827476-4.